# جوانی باشکوه
جوانی باشکوه (به پرتغالی: Juventude em Marcha) (به انگلیسی: Coloosal Youth) فیلمی داستانی به کارگردانی پدرو کوستا محصول سال ۲۰۰۶ است. فیلم جوانی باشکوه به سرگذشت انسان‌هایی مربوط می‌شود که در بحبوحهٔ انقلاب میخک و پس از آن هیچ سهمی از انقلاب نداشتند.این فیلم سومین فیلم از سه‌گانه‌ی فونتهاوس پدرو کوستا می‌باشد. دو فیلم دیگر این سه‌گانه حومه ها و در اتاق وندا هستند. همان‌طور که ونتورا شخصیت اصلی داستان می‌گوید، وقوع انقلابی که برای جوانانی مثل کاستا پر از شور و آزادی بود، برای این مهاجران چیزی به‌جز ترس و وحشت در پی نداشت. آن‌ها در آلونک‌های کارگری خود از ترس آزار و اذیتی که آن شور انقلابی برایشان به همراه داشت، پنهان شده بودند. این فیلم حاصل ۳۴۰ ساعت فیلم‌برداری است که طی تدوین طولانی‌مدت تبدیل به یک فیلم سه ساعته شده‌است.

## داستان
ونتورا مهاجری است که به امید ساخت یک زندگی بهتر کیپ‌ورد را به مقصد پرتغال ترک کرده‌است. خانه‌های فونتهاوس هم دیگر به کلی نابود شده‌اند و مهاجران به خانه‌های تمیز و دولتی رانده می‌شوند که با آن غریبند. آن‌ها به هیچ کجا تعلق ندارند. فضا و زمان چیزی نیست که به آن تعلق داشته باشند. فیلم مدام بین زمان حال و گذشته رفت‌وآمد می‌کند.

## جوایز
- نامزد کن بهترین فیلم از طرف پرتغال.
- برندهٔ جایزهٔ بهترین فیلمنامه فستیوال فیلم پرتغال.